# Pilchowice Nielestno Towarowe
Pilchowice Nielestno Towarowe – zlikwidowana mijanka i stacja towarowa w Nielestnie na linii kolejowej nr 283 Jelenia Góra – Żagań, w województwie dolnośląskim.